# Gabinete Michal
El gabinete de Kristen Michal es el actual gabinete de Estonia. El gabinete tomó posesión de su cargo el 23 de julio de 2024 tras la dimisión de Kaja Kallas como primera ministra tras su nombramiento como Alta Representante de la Unión Europea para Asuntos Exteriores y Política de Seguridad.

## Antecedentes
A raíz de las elecciones parlamentarias de 2023, el Partido Reformista aumentó su número de escaños y la primera ministra en ejercicio, Kaja Kallas, optó por abrir negociaciones de coalición con Estonia 200 y el Partido Socialdemócrata (SDE) el 7 de marzo de 2023.
Después del nombramiento de Kaja Kallas como Alta Representante de la Unión Europea, dimitió como primera ministra y la junta del Partido Reformista nombró a Kristen Michal, Ministro del Clima, para llevar a cabo negociaciones de coalición para formar un nuevo gobierno. Michal optó por continuar con los mismos socios de coalición de Estonia 200 y los socialdemócratas.
La candidatura de Michal fue aprobada por el Parlamento el 22 de julio, antes de que asumiera el nuevo gobierno tras su aprobación por el presidente de la República.

## Apoyo parlamentario
| Cámara    | Candidato      | Fecha                                       | Voto |    |    |   |    |   |   | Ind | Total  |
| --------- | -------------- | ------------------------------------------- | ---- | -- | -- | - | -- | - | - | --- | ------ |
| Riigikogu | Kristen Michal | 22 de julio de 2024 Mayoría simple (51/101) | Sí   | 34 |    |   | 12 | 9 |   | 9   | 64/101 |
| Riigikogu | Kristen Michal | 22 de julio de 2024 Mayoría simple (51/101) | No   |    | 10 | 4 |    |   | 8 | 5   | 27/101 |
| Riigikogu | Kristen Michal | 22 de julio de 2024 Mayoría simple (51/101) | Aus. | 3  | 1  | 3 | 1  |   |   | 2   | 10/101 |

## Gabinete Ministerial
El gabinete está formado por 14 ministros, siete del Partido Reformista (ERE) (incluido el primer ministro), cuatro de los socialdemócratas y tres de Estonia 200 (E200). El nombramiento de Vladimir Svet como Ministro de Infraestructura fue una sorpresa para muchos, ya que había sido miembro del Partido de Centro de Estonia (EK) justo antes de su nombramiento, así como debido a su posición poco clara sobre la anexión de Crimea por parte de la Federación Rusa.

### Primer Ministro de la República de Estonia
| Fotografía | Primer Ministro | Período             | Período     | Partido | Partido | Ref   |
| Fotografía | Primer Ministro | Inicio              | Fin         | Partido | Partido | Ref   |
| ---------- | --------------- | ------------------- | ----------- | ------- | ------- | ----- |
|            | Kristen Michal  | 23 de julio de 2024 | En el cargo |         |         | [ 8 ] |

### Ministerios
| Ministerio                               | Fotografía | Titular                 | Período                                     | Período             | Partido | Partido | Ref    |
| Ministerio                               | Fotografía | Titular                 | Inicio                                      | Fin                 | Partido | Partido | Ref    |
| ---------------------------------------- | ---------- | ----------------------- | ------------------------------------------- | ------------------- | ------- | ------- | ------ |
| Asuntos Regionales y Agricultura         |            | Piret Hartman           | 29 de abril de 2024 (Del Anterior Gobierno) | 11 de marzo de 2025 |         |         |        |
| Asuntos Regionales y Agricultura         |            | Yoko Alender            | 11 de marzo de 2025                         | 25 de marzo de 2025 |         |         |        |
| Asuntos Regionales y Agricultura         |            | Hendrik Johannes Terras | 25 de marzo de 2025                         | En el cargo         |         |         | [ 9 ]  |
| Clima                                    |            | Yoko Alender            | 23 de julio de 2024                         | En el cargo         |         |         |        |
| Cultura                                  |            | Heidy Purga             | 17 de abril de 2023 (Del Anterior Gobierno) | En el cargo         |         |         | [ 10 ] |
| Defensa                                  |            | Hanno Pevkur            | 18 de julio de 2022 (Del Anterior Gobierno) | En el cargo         |         |         | [ 11 ] |
| Economía y Tecnologías de la Información |            | Erkki Keldo             | 23 de julio de 2024                         | En el cargo         |         |         |        |
| Educación e Investigación                |            | Kristina Kallas         | 17 de abril de 2023 (Del Anterior Gobierno) | En el cargo         |         |         | [ 12 ] |
| Finanzas                                 |            | Jürgen Ligi             | 23 de julio de 2024                         | En el cargo         |         |         |        |
| Interior                                 |            | Lauri Läänemets         | 18 de julio de 2022 (Del Anterior Gobierno) | 11 de marzo de 2025 |         |         | [ 13 ] |
| Interior                                 |            | Hanno Pevkur            | 11 de marzo de 2025                         | 25 de marzo de 2025 |         |         |        |
| Interior                                 |            | Igor Taro               | 25 de marzo de 2025                         | En el cargo         |         |         |        |
| Infraestructura                          |            | Vladimir Svet           | 23 de julio de 2024                         | 11 de marzo de 2025 |         |         |        |
| Infraestructura                          |            | Jürgen Ligi             | 11 de marzo de 2025                         | 25 de marzo de 2025 |         |         |        |
| Infraestructura                          |            | Kuldar Leis             | 25 de marzo de 2025                         | En el cargo         |         |         |        |
| Justicia y Asuntos Digitales             |            | Liisa-Ly Pakosta        | 23 de julio de 2024                         | En el cargo         |         |         |        |
| Protección Social                        |            | Signe Riisalo           | 26 de enero de 2021 (Del Anterior Gobierno) | 25 de marzo de 2025 |         |         | [ 14 ] |
| Protección Social                        |            | Karmen Joller           | 25 de marzo de 2025                         | En el cargo         |         |         |        |
| Relaciones Exteriores                    |            | Margus Tsahkna          | 17 de abril de 2023 (Del Anterior Gobierno) | En el cargo         |         |         | [ 15 ] |
| Salud                                    |            | Riina Sikkut            | 17 de abril de 2023 (Del Anterior Gobierno) | 11 de marzo de 2025 |         |         | [ 16 ] |
| Salud                                    |            | Signe Riisalo           | 11 de marzo de 2025                         | En el cargo         |         |         |        |